# Matilda Elena Aiteanu
Matilda Elena Lili Aiteanu (n. 6 august 1924, Sibiu, România – d. 14 septembrie 1997, București, România) a fost o farmacistă și cercetătoare română.

## Biografie
A absolvit Liceul „Carmen Sylva" din București în 1943 și Universitatea de Medicină și Farmacie din București în 1949. A făcut mai multe cursuri de specializare în cromatografie, spectrofotometrie și în rezonanță magnetică nucleară.
A fost Doctor în științe farmaceutice al Facultății de Farmacie din București din 1970, activează o scurtă perioadă (1949-1951) la Bolintin Vale, după care este transferată la Timișoara, unde va lucra ca farmacistă la Policlinica nr. 1 (1951-1952) și ca farmacistă șefă de regiune până în 1955, când începe activitatea de cercetare la Institutul pentru Controlul de Stat al Medicamentelor și de Cercetări Farmaceutice (1955-1969) și la Academia de Științe Medicale din București, unde va fi secretar științific (1969-1982). Aiteanu a fost secretar științific al Academiei de Științe Medicale. 
A coordonat redactarea Indexului bibliografic al lucrărilor științifice medicale și farmaceutice (vol. I, 1970-1977; vol. II, 1978-1982), a scris peste 50 de lucrări (cercetări, referate, recenzii) în domeniul farmaceutic și a brevetat o serie de invenții, precum: Procedeu de preparare a unor comprimate cu acțiune prelungită (1974), Metodă fizico-chimică de determinare a purității antibioticului Cefalorină (1979), Metodă spectofotometrică de determinare a rezistenței penicilinelor și cefalosporinelor de semisinteză la mediul acid și la acțiunea penicilinazei (1979).  A participat la numeroase conferințe științifice din țară și din străinătate. 

## Lucrări de referință
- Contribuții la studiul unor peniciline de semisinteză prin spectrofotometrie în ultraviolet. București, 1969;
- Istoria științelor farmaceutice în România. București: Editura Medicală Amaltea, 1974; sub coordonarea pro. doc. Iosif Spielman și dr. farm. Grațiela Baicu (autor al capitolului Cercetare farmaceutică).

## Distincții
- Insigna Evidențiat în Munca Medicalo-Sanitară (1954);
- Medalia Muncii, 1955;
- Medalia „Meritul Sanitar”, 1970;
- Ordinul „Meritul Sanitar”, 1972 ș.a.